# Christopher Blathwayt
Pour les articles homonymes, voir Blathwayt.
Christopher George Wynter Blathwayt est un militaire britannique, commandant honoraire, né en 1912 et décédé en 1990.
Croix de guerre 1939-1945, il est officier du Special Operations Executive puis des Jedburghs.

## Biographie
Après des études à Eton College puis au Corpus Christi College d’Oxford d’où il sort diplômé en latin, en histoire et en droit constitutionnel, il devient élève-officier (Eton Officer Training Corps) puis est nommé, le 16 novembre 1938, sous-lieutenant de l’Armée territoriale, au King’s Royal Rifle Corps.
Intégré dans les forces spéciales, il est parachuté le 10 juillet 1944, chef d’une équipe Jedburgh (le team Gilbert : capitaine Chris Blathwayt, capitaine Paul Carron de la Carrière et sergent radio Neville Wood), dans le sud du Finistère (Bretagne). Après l’aide aux maquis de Scaer et Rosporden, le team Gilbert participe en août à la libération de Quimper, de Concarneau, de Douarnenez et de la presqu'île de Crozon. Le 21 juin 1945, capitaine à titre temporaire, il reçoit la Military Cross et par la suite la Croix de guerre 1939-1945 française avec palme. 
Après la France, il rejoint la Force 136 du SOE en Birmanie, en Thaïlande et en Indochine. Le 7 novembre 1946, commandant à titre temporaire, il reçoit une citation dans le cadre des opérations en Asie du Sud-Est. 
A la même date et pour les mêmes faits de guerre, le commandant David Smiley est promu Officier de l’Ordre de l'Empire britannique (OBE), le lieutenant-colonel Sydney Hudson reçoit une deuxième fois le Distinguished Service Order, les commandants Rowland Winn, Peter Kemp sont également cités.
Après la guerre, il reprend sa profession de liquidateur de biens et prend sa retraite de la réserve de l’Armée territoriale, en avril 1962, comme capitaine et commandant honoraire.
Une représentation de Bretons assista à ses funérailles en avril 1990 et la commune de Scaer (Finistère) a fait poser une plaque en hommage à son team Jedburgh dans le cimetière des martyrs de la résistance de Kernabat.